# Loake
Loake er en britisk skomager, der blev grundlagt i 1880. Den er familieejet og stadig baseret i Kettering, Northamptonshire. 
Virksomheden blev grundlagt af brødrene John, Thomas and William Loake i 1880, i Kettering, Northamptonshire, i en af Thomas Loaks udhuse på 62 King Street. Loake har været kongelige hofleverandør siden 2007. I 2015 skrev The Independent om "mærkets slidstærke, komfortable men stilfulde fodtøj", og gav dem "best buy" rating.

## Galleri
- Chelsea boot i sort læder fra Loake.
- Chelsea boot i ruskind fra Loake.
- Chukka boot i sort læder fra Loake.